# Kocudza Trzecia
Kocudza Trzecia – wieś sołecka w Polsce, położona w województwie lubelskim, w powiecie janowskim, w gminie Dzwola.
| SIMC    | Nazwa   | Rodza       |
| ------- | ------- | ----------- |
| 0790999 | Celinki | kolonia wsi |

W latach 1975–1998 wieś administracyjnie należała do województwa tarnobrzeskiego. Według Narodowego Spisu Powszechnego (III 2011 r.) liczyła 738 mieszkańców i była czwartą co do wielkości miejscowością gminy Dzwola.
W latach 1916–1954 istniała gmina Kocudza.